# Zastępca kobiet
Zastępca kobiet (tytuł oryginalny: Zëvendësi i grave) – albański film fabularny z roku 1987 w reżyserii Fehmiego Hoshafiego, na podstawie opowiadania Teodora Laço pod tym samym tytułem.

## Opis fabuły
Lisimaku, który w życiu prywatnym jest kawalerem zostaje skierowany do zakładu, zdominowanego przez kobiety i w dużej mierze zarządzanego przez kobiety. Kiedy kobiety ze stanowisk kierowniczych po kolei idą na urlop macierzyński to właśnie Lisimaku musi je zastępować. Pełnienie funkcji, piastowanych dotąd przez kobiety rodzi szereg zabawnych nieporozumień.
Film realizowano w Zakładach Maszyn Rolniczych w Durrës i w Tiranie.

## Obsada
- Mirush Kabashi jako Lisimak Voci
- Marta Burda jako Zoica, matka Lisimaka
- Viktor Gjoka jako Malo
- Fadil Hasa jako magazynier Shaban Hima
- Birçe Hasko jako szef	Mersini
- Rabie Hyka jako Drita
- Xhuljeta Kulla jako Sofika, żona dyrektora Mitiego
- Aleko Prodani jako dyrektor Miti
- Suela Konjari jako Xhuli
- Muharrem Hoxha jako Lomi
- Karafil Shena jako Meti
- Dhurata Sefa jako Monda
- Marilda Cicani
- Dashuri Lloti
- Ingrid Mukeli
- Drita Pelingu
- Ali Dauti
- Sanie Hoti
- Dhimitër Mara
- Naim Nova